# Національні військові формування РСЧА

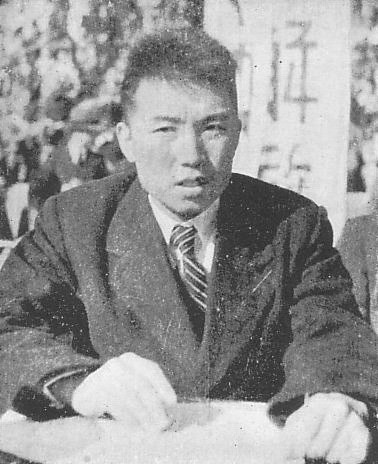
Кім Ір Сен, 88-ма окрема стрілецька бригада, капітан, командир батальйону. 1946

Національні військові формування РККА — національні формування (з'єднання, частини та підрозділи) Робітничо-селянської Червоної армії (РККА) Радянської Росії та Союзу РСР, сформовані в Громадянську війну в Росії, до і в роки Радянсько-німецької війни за національною ознакою їхнього особового складу.
За наказом голови Революційної військової ради РРФСР Лева Троцького від 7 жовтня 1919 року в Петрограді на базі військових частин, що прибули зі Східного та Південного фронтів, була сформована Башкирська група військ, створена на основі Башкирського війська. Командувачем групи був призначений Х. Алішев.
На початку у складі групи перебували:
- 3-й Башкирський кавалерійський полк (360 багнетів, 240 шашок);
- 3-й батальйон 3-го Башкирського стрілецького полку (575 багнетів);
- Башкирський окремий артилерійський дивізіон (3 батареї).

Наприкінці жовтня 1919 року до складу групи увійшли 2-й батальйон 3-го Башкирського стрілецького полку, з 3 листопада 1919 року — 1-й батальйон того ж полку. Після входження у жовтні 1919 року до складу групи башкирських частин з Південного фронту та новоприбулих частин з Башкирської АРСР було оновлено її склад — увійшли Башкирська окрема кавалерійська дивізія і Башкирська окрема стрілецька бригада.
Крім національних частин та з'єднань представники всіх національностей Союзу РСР служили й у звичайних військових частинах та з'єднаннях, що не поділяються за національними чи іншими ознаками. З перших днів свого існування РСЧА мала традицію формування національних військових частин та з'єднань (що продовжила тенденції, що існували і до революції). Вони формувалися або відкрито (створювалася частина з «національним» найменуванням, що комплектується переважно представниками однієї національності), або методом «концентрації», при якому призовники однієї національності прямували в одне з'єднання або частину. Національні формування були різного виду — від взводу та ескадрону до полку та дивізії. Для підготовки командних кадрів для національних частин та з'єднань створювалися спеціальні військові навчальні заклади. Як правило, національні формування служили в тих місцевостях, де були сформовані, тобто за місцем проживання призовників (військовозобов'язаних). Частка військовослужбовців РСЧА, які служили у національних військових формуваннях, завжди була невелика. На початку 1938 року у національних формуваннях служило менше 2 % червоноармійців. 1934 року було розформовано білоруські та українські національні частини. У 1938 році спеціальною постановою ЦК ВКП(б) і РНК СРСР «Про національні частини та формування РСЧА» було скасовано всі національні найменування формувань, запроваджено єдиний загальнонаціональний порядок проходження військової служби (причому поза місцем проживання призовника) для представників усіх національностей держави.
Однак важка ситуація початку Німецько-радянської війни змусила Радянський уряд відмовитись від цього принципу. Формування національних частин РСЧА знову почалося у серпні 1941 року за рішенням № 383 Державного комітету оборони. Першою такою частиною стала 201 Латиська стрілецька дивізія, яка на 90 % сформована з жителів Латвійської РСР і більш ніж наполовину складалася з латишів.
За роки війни національні формування були сформовані у 11 союзних республіках. Загалом у РСЧА було сформовано 66 національних військових з'єднань — 26 стрілецьких та гірськострілецьких дивізій, 22 кавалерійські дивізії та 18 стрілецьких бригад. З цього числа 37 національних військових з'єднань брали участь у бойових діях на фронтах Німецько-радянської війни.
Багато військових формувань за час свого існування змінювали свою нумерацію та найменування, а в ряді випадків втрачали і свою національну приналежність.
Значення національних військових формувань у ході бойових дій настільки зросло, що 1 лютого 1944 року Верховною Радою СРСР було прийнято закон, що дозволяє кожній союзній республіці мати свої військові формування. На республіки було покладено відповідальність за укомплектованість їх особовим складом, транспортом, кіньми тощо. Розміщення та матеріальне забезпечення національних частин та з'єднань до повного формування та передачі до складу Збройних Сил проводилися також за рахунок ресурсів республік та автономних областей.
У післявоєнний період національні військові формування проіснували до середини 1950-х років, потім було ухвалено рішення знову повернутися до екстериторіального принципу комплектування військ.

## Історія
В період Громадянської війни виникали партизанські частини, сформовані за национальною ознакою. 10 травня 1920 року вийшла постанова Ради праці та оборони за підписом В. І. Леніна «Про призов до лав Червоної Армії громадян не російської національності Сибіру, Туркестану та інших околиць». Ця постанова передбачала, що представники місцевих народів підлягають призову до РККА нарівні з росіянами, але при цьому допускала можливість звільнення від призову представників деяких національностей. Втім, на деякий час була збережена практика, що склалася в дореволюційний період, щодо непризову представників деяких національностей. У постанові Раднаркому від 6 вересня 1922 року про призов громадян, народжених у 1901 році, зазначалося:
Громадян, які за своїми національними, побутовими та економічними умовами не призивалися до лав армії під час попередніх призовів, від призову, згідно з цією постановою, звільнити.
Оригінальний текст (рос.)
Граждан, кои по своим национальным, бытовым и экономическим условиям не призывались в ряды армии при ранее бывших призывах, от призыва, согласно настоящего постановления освободить.
Коренізація в РСЧА проявилася у створенні військових частин, укомплектованих за національною ознакою, у використанні національних мов на військовій службі, у створенні національних військово-навчальних закладів та квотуванні місць у військових навчальних закладах для осіб певних національностей. Ідеологом виступив Михайло Фрунзе, який вважав неросійські контингенти «джерелом додаткової могутності» Червоної Армії. Вже до кінця 1924 року національні частини та з'єднання існували в деяких республіках — у Грузинській, Вірменській, Азербайджанській, Білоруській, Бухарській та Українській РСР, Кримській, Якутській та Дагестанській АРСР. Для створення національних частин використовувалася також так звана «концентрація» — представників одного етносу зосереджували в одній територіальній військовій частині, яка формально національною не вважалася. Вже в призов 1926 року 75 % призовників з числа «націоналів» було охоплено «концентрацією». Разом з тим на початок 1925 року 90 % чисельності Червоної Армії становили слов'яни (росіяни — 64 %, українці — 22 %, білоруси — 4 %), а решта національностей — 10 %.
Скасування національних військових частин розпочалося 1934 року. У другій половині 1934 року українські та білоруські частини були перетворені на звичайні формування. Також було проведено укрупнення національних формувань. На початку 1938 року в національних частинах було в СРСР лише 27 239 осіб, 69 % яких (18 695 осіб) були представниками титульних національностей. Це було менше 2 % чисельності РСЧА. На 1938 рік в РСЧА було 1448 тис. осіб. 7 березня 1938 року спільна постанова ЦК ВКП(б) і РНК СРСР «Про національні частини та формування РСЧА» наказувала:
- Переформувати всі національні частини РСЧА на «загальносоюзні з екстериторіальним комплектуванням, змінивши відповідно дислокацію частин та з'єднань»;
- «Громадян національних республік та областей» призивати на військову службу на спільних з іншими громадянами СРСР підставах.

До літа 1938 року всі національні формування РСЧА були розформовані.
Влітку 1942 року з ініціативи Пантелеймона Пономаренка розглядалося питання одразу двох національних білоруських армій з-поміж білорусів та уродженців Білоруської РСР чисельністю 154 000 осіб. Але після перелому в Сталінградській битві від його реалізації Йосип Сталін відмовився.

## Список національних частин у складі РСЧА

### Азербайджанська РСР
- 27-ма гірськострілецька дивізія
- 77-ма гірськострілецька Червонопрапорна дивізія імені Серго Орджонікідзе (до 25 травня 1942 — 77-ма азербайджанська гірськострілецька дивізія)
- 151-ша Жмеринсько-Будапештська Червонопрапорна стрілецька дивізія
- 217-та стрілецька дивізія
- 223-тя стрілецька дивізія. Директивою НКО від 03.02.1942 перетворено на азербайджанську національну дивізію.
- 227-ма стрілецька Темрюкська Червонопрапорна дивізія
- 271-ша стрілецька Горлівська Червонопрапорна дивізія (фактичне друге формування)[14]
- 396-та стрілецька дивізія
- 402-га стрілецька дивізія
- 416-та стрілецька Таганрозька Червонопрапорна ордена Суворова дивізія

### Вірменська РСР
- 76-та гірськострілецька Червонопрапорна дивізія імені К. Є. Ворошилова[15] — до 1940 року 76-та вірменська гірськострілецька дивізія
  - 76-та стрілецька дивізія (1-го формування)
- 320-та стрілецька дивізія — укомплектована переважно вірменами
- 388-ма стрілецька дивізія
- 390-та стрілецька дивізія
- 408-ма стрілецька дивізія
- 409-та стрілецька дивізія
- 89-та стрілецька дивізія
- 261-ша стрілецька дивізія (2-го формування, 6 жовтня 1942 року)
- 17-та гірсько-кавалерійська дивізія до 22.07.1941 дислокувалася в Вірменській РСР. Брала участь у поході на Іран.[16] З 16.11.1941 — участь у бойових діях на радянсько-німецькому фронті[17].

### Грузинська РСР
- 9-та гірськострілецька дивізія імені ЦВК Грузії до лютого 1943 року. З лютого 1943 року — 9-та пластунська гірськострілецька добровольча дивізія
- 47-ма гірськострілецька Червонопрапорна дивізія імені товариша Сталіна[18] — до 16.07.1940 47-ма грузинська гірськострілецька дивізія
- 63-тя гірськострілецька ордена Червоної Зірки дивізія імені М. В. Фрунзе, до 05.05.1938 — 63-тя грузинська гірськострілецька дивізія[19]
- 276-та Темрюкська Червонопрапорна стрілецька дивізія
- 296-та стрілецька дивізія
- 349-та стрілецька дивізія
- 392-га стрілецька дивізія
- 406-та стрілецька дивізія
- 414-та Анапська ордена Червоного Прапора стрілецька дивізія

### Таджицька РСР
- 17-та гвардійська кавалерійська Мозирська ордена Леніна, Червонопрапорна, орденів Суворова та Кутузова дивізія. Початкова назва — 20-та Таджицька Червонопрапорна ордена Леніна гірсько-кавалерійська дивізія
- 98-ма стрілецька бригада.
- 99-та стрілецька бригада
- 104-та кавалерійська дивізія.

### Туркменська РСР
- 18-та гірсько-кавалерійська дивізія
- 62-га Туркестанська стрілецька дивізія. Початкове найменування — 2-га Туркестанська дивізія[20]
- 68-ма Туркестанська Червонопрапорна гірськострілецька дивізія. Початкове найменування — 5-та Туркестанська стрілецька дивізія[21]
- 72-га гірськострілецька дивізія
- 97-ма кавалерійська дивізія
- 98-ма кавалерійська дивізія
- 87-ма окрема стрілецька бригада.
- 88-ма окрема стрілецька бригада.
- 128-ма гвардійська гірськострілецька Туркестанська Червонопрапорна дивізія. Початкове найменування — 1-ша Туркестанська гірськострілецька дивізія, 83-тя Туркестанська гірськострілецька дивізія[22]

### Узбецька РСР
- 19-та гірсько-кавалерійська дивізія
- 89-та окрема стрілецька бригада
- 90-та окрема стрілецька бригада
- 91-ша окрема стрілецька бригада
- 92-га окрема стрілецька бригада
- 93-тя окрема стрілецька бригада
- 94-та окрема стрілецька бригада
- 95-та окрема стрілецька бригада
- 96-та окрема стрілецька бригада
- 97-ма окрема стрілецька бригада
- 99-та кавалерійська дивізія
- 100-та кавалерійська дивізія
- 101-ша кавалерійська дивізія
- 102-га кавалерійська дивізія
- 103-тя кавалерійська дивізія

### Казахська РСР
- 100-та стрілецька бригада
- 101-ша окрема стрілецька бригада
- 102-га окрема стрілецька бригада
- 151-ша окрема стрілецька бригада (переформована на 150-ту стрілецьку дивізію)
- 105-та кавалерійська дивізія
- 106-та кавалерійська дивізія. З грудня 1941 по березень 1942 року формувалася як казахська національна кавалерійська дивізія
- 196-та стрілецька дивізія

а також 312-та стрілецька дивізія (Актюбінськ) і 316-та (8-ма гвардійська) стрілецька дивізія, обидві захищали Москву.

### Киргизька РСР
- 107-та кавалерійська дивізія
- 108-та кавалерійська дивізія
- 109-та кавалерійська дивізія

### Естонська РСР
- 41-й гвардійський стрілецький Естонський Таллінський корпус, раніше — 8-й стрілецький корпус
- 118-та гвардійська Естонська стрілецька Таллінська Червонопрапорна дивізія, раніше — 7-ма стрілецька дивізія
- 122-га гвардійська стрілецька Естонська Червонопрапорна дивізія, раніше — 249-та стрілецька дивізія

### Литовська РСР
- 16-та Литовська Клайпедська Червонопрапорна стрілецька дивізія

### Латвійська РСР
- 76-й Латиський особливий стрілецький полк
- 1-й латиський нічний легкобомбардувальний авіаційний Режицький полк[23]
- 201-ша Латиська стрілецька дивізія
- 43-тя гвардійська Латиська стрілецька дивізія
- 308-ма стрілецька Латиська Червонопрапорна дивізія
- 130-й ордена Суворова стрілецький корпус (був створений з громадян Латвії та латишів, які проживали в інших союзних республіках; відомий з перемог над латиськими частинами СС)

### Калмицька АРСР
- 110-та кавалерійська дивізія
- 111-та кавалерійська дивізія

### Бурят-Монгольська та Якутська АРСР
- 321-ша стрілецька дивізія (2-го формування)

### Башкирська АРСР
- 16-та гвардійська кавалерійська дивізія — до 14.02.1943 112-та Башкирська кавалерійська дивізія[24]
- 113-та кавалерійська дивізія[24]

### Чечено-Інгушська АРСР
- 114-та кавалерійська дивізія

### Кабардино-Балкарська АРСР
- 115-та кавалерійська дивізія — 115-та Кабардино-Балкарська кавалерійська дивізія

### Китайський та корейський особовий склад
- 88-ма окрема стрілецька бригада[25] — 1-й — 3-й батальйони з китайців, 4-й — з корейців, 5-й — 8-й з корейців, китайців і народностей Середньої Азії — громадян СРСР[26]

## Онлайн-посилання
- Сто друзів російського народу
- Про формування у Червоній Армії, які були складені за національною ознакою
- Значення національних військових формувань у розвитку радянських Збройних Сил у 30-ті роки XX ст.
- Вони звільняли рідну Прибалтику
- Командир легендарних таманців